# 中國自殺現象
對於中國自殺現象的相關研究是在1970年代晚期，當時中國經濟對西方開放後才開始。中國的衛生部從1987年開始每年提供衛生相關資料（包括自殺）給世界衛生組織（WHO），但由於自殺是個政治上敏感的問題，海外的研究單位少有能從大陸地方政府取得資料的機會，所以對大陸自殺的知識僅限從那些提供給WHO的資料中取得。從那些資料研究的結果，發現中國的自殺有幾個特點：在自殺人口中，女性高於男性，和當時世界的現象相反；農村人口自殺的數目高於城市人口，又與世界其他地區不同；另外就是中國自殺率呈現雙峰模式，第一個高峰是年紀在15-24歲間的群組（尤其是發生在農村女性），相較之下，世界其他地區的自殺高峰是發生在25-34歲的群組。而在2001年之後，中國女性的自殺率低於男性。在1990年代，中國的自殺率位居世界前茅。到2011年，中國成為全球自殺率最低的國家之一。根據WHO的數據，截至2016年，中國的自殺率為每10萬人有8.2人。相較之下，同年美國的自殺率為每10萬人有15.3人。總體而言，中國的自殺率低於鄰國日本和韓國的，而且在長江流域中又高過其他地區。

## 概論
在2014年的一項對在經濟大衰退時期（2007-2008年）中，在中國自殺相關的研究，雖說當時全球自殺率飆升。中國的卻在下降：在1990年代，中國位居世界自殺率最高國家之列（每10萬人中有20多人），但在2008年全球經濟大衰退期間，中國的自殺率持續下降（與1990年代末期下降的情況類似），而當時大量的人口從農村地區遷移到城市地區。到2011年，中國的自殺率已是全球最低的國家之一，甚至低於美國。從1990年到2016年期間，中國的自殺率下降64％，是世界上自殺率下降速度排名第一的國家。 到2016年，美國男性的自殺率是中國的2.5倍以上（美國男性為每10萬人有23.6人，而中國為9.1人）。2001年是一個轉折點，各國開始提供可靠性較高的數據，而在此之前，許多國家（特別是非洲國家）沒有全球認可的官方數據。

## 統計數據

### 总体数据
| 年份 | 城市（总） | 城市（男） | 城市（女） | 农村（总） | 农村（男） | 农村（女） | 来源          |
| ---- | ---------- | ---------- | ---------- | ---------- | ---------- | ---------- | ------------- |
| 2010 | 6.86       | 7.37       | 6.32       | 10.01      | 10.61      | 9.39       | [ 9 ] [ 10 ]  |
| 2011 | 5.28       | 5.78       | 4.77       | 9.28       | 9.95       | 8.58       | [ 11 ]        |
| 2012 | 4.82       | 5.3        | 4.33       | 8.58       | 9.09       | 8.05       | [ 12 ]        |
| 2013 | 5.29       | 6.02       | 4.54       | 8.77       | 9.82       | 7.66       | [ 13 ] [ 14 ] |
| 2014 | 5.01       | 5.71       | 4.29       | 8.61       | 9.65       | 7.51       | [ 15 ] [ 16 ] |
| 2015 | 5.07       | 5.85       | 4.27       | 8.39       | 9.58       | 7.16       | [ 17 ] [ 18 ] |
| 2016 | 4.90       | 5.62       | 4.15       | 8.12       | 9.31       | 6.87       | [ 19 ] [ 20 ] |
| 2017 | 4.31       | 5.04       | 3.56       | 7.66       | 8.91       | 6.36       | [ 21 ] [ 22 ] |
| 2018 | 4.22       | 4.85       | 3.57       | 7.19       | 8.39       | 5.96       | [ 23 ] [ 24 ] |
| 2019 | 4.16       | 5.02       | 3.27       | 7.04       | 8.17       | 5.88       | [ 25 ] [ 26 ] |
| 2020 | 4.58       | 5.34       | 3.80       | 7.47       | 8.65       | 6.25       | [ 27 ] [ 28 ] |
| 2021 | 4.31       | 5.11       | 3.50       | 7.09       | 8.18       | 5.96       | [ 29 ] [ 30 ] |

### 分年龄段

#### 5-19岁
|      | 城市  | 城市    | 城市    | 农村  | 农村    | 农村    |               |
| 年份 | 5-9岁 | 10-14岁 | 15-19岁 | 5-9岁 | 10-14岁 | 15-19岁 | 来源          |
| ---- | ----- | ------- | ------- | ----- | ------- | ------- | ------------- |
| 2016 | 0.02  | 0.98    | 1.56    | 0.03  | 0.87    | 2.54    | [ 19 ] [ 20 ] |
| 2017 | 0.09  | 0.96    | 1.40    | 0.02  | 0.94    | 2.49    | [ 21 ] [ 22 ] |
| 2018 | 0.07  | 1.00    | 1.80    | 0.04  | 1.07    | 2.33    | [ 23 ] [ 24 ] |
| 2019 | 0.02  | 1.23    | 2.78    | 0.04  | 1.05    | 2.98    | [ 25 ] [ 26 ] |
| 2020 | 0.05  | 1.71    | 3.06    | 0.04  | 1.71    | 3.30    | [ 27 ] [ 28 ] |
| 2021 | 0.04  | 1.7     | 3.34    | 0.06  | 1.66    | 3.65    | [ 29 ] [ 30 ] |

獨立研究得出的估計數字經常與政府提供的官方統計數字會相差甚遠，引起爭議。根據1999年收集的數據，政府估計自殺總比率為每10萬人有13.9人，遠低於其他東亞國家的比率：譬如日本是18.5人，韓國是28.9人。家庭衝突是導致中國人自殺的第一大原因，其他常見原因包括貧窮，還有身心疾病。
近來中國政府提供的數據與外部的估計大致相符。在2009-2011年期間，自殺事件中有44％發生在65歲或以上的人之中，而79％發生在農村居民之中。然而香港大學防止自殺研究中心在2014年所作的一項研究報告的結果顯示，中國的自殺率已大幅下降，處於世界最低水準。在2009年至2011年期間，中國平均自殺率是每10萬人有9.8人，較1990年至1995年期間的23.2人下降58％，主要原因是由於農村地區人口遷移到城市，歷經城市化過程，成為中產階級的結果。最近參與研究的香港大學教授Paul Yip說，"沒有一個國家像中國達成這樣迅速下降的自殺率。" 

## 人口學的數據
中國每年自殺的女性人數略高於男性。中國是世界上少數女性自殺率高於男性的國家之一。試圖自殺的女性中，和試圖的自殺男性比較，比較少患有精神疾病。根據WHO的的統計數字：2016年，中國每10萬人的自殺者中，男性為9.9人，女性為6.3人，是世界上女性自殺率最低的國家之一（請參考：各國自殺率列表）。根據中國政府的官方統計，中國男性的自殺比率低於許多其他國家，包括美國、澳大利亞、和德國等西方國家。在男性中，截至2016年，中國的自殺率比美國低60％。
一項在2008年所做（基於1990年代數據）的研究發現：當時女性和男性的自殺比率是3：1；農村和城市的自殺比率是3：1；同一時期，年輕成年人和老年人自殺有大量增加的現象；很明顯，當時中國的自殺率是全球平均水平的兩到三倍；自殺者中，少見患有精神疾患者，尤其是重性抑鬱疾患者。根據季刊《文化，醫學，和精神病學》雜誌的數據，1990年代，中國有超過30萬人自殺；然而中國的自殺率在1990年到2016年期間快速下降。截至2016年，中國自殺人數約佔全球的17％。1990年代，在長江流域的自殺率比中國其他地區高出40％。
根據WHO的估計，在2001年之後，中國男性自殺率高於女性。
中国大陸农村农药的普遍使用以及农村医疗救急设施的贫瘠，是导致中国大陸农村自杀率曾高居世界之首的原因之一。2006年自然杂志的一篇来信指出：英国和斯里兰卡两国的人均每年服毒率相差不远，但因为前述两个因素，斯里兰卡服毒者的死亡率是前者的15倍。作者猜测中国大陸农村的高自杀率可能出于类似机理。中国传统文化上的重男轻女也使得农村妇女面临较男性更大的生存压力。另一方面，中国大陸现有的社會工作与咨询辅助人员、精神心理医生的数量和质量，也远远不能适应一个急剧变化中的社会的需要。中国大陸仅有大约20,000名心理醫生。而美国的人口不足中国大陸的四分之一，却有大约28,000名心理医生和106,500名心理学家。
对于自杀的个案，每一个试图自杀者的动机都不一样，个人心理素质、微环境及周边的社会支持程度起重大作用。而宏观上偏高的自杀率，则无疑反映社会和文化层次上的问题，需要在公共政策的层面去防范和解决。在中国大陸这样一个日趋现代化的社会中，人们的生活质量很难仅仅用国内生产总值（GDP）这样的经济指标来衡量。怎样为社会中每一个成员提供最基本的医疗衛生保障和社会支持（包括对重性憂鬱疾患和精神疾患患者的支持），是现代中国大陸面临的一个重大课题。

## 中國歷史
中國在漢朝時，對於男性，肉刑和自盡（自殺）是重大刑罰中的兩種，不僅處罰到個人，而且會牽連到整個家族。某些儀式化的自殺在傳統中華文化中被長期使用，國家權力對被貶官員的家族實行連坐懲罰，而儒家價值觀認為，某些敗德行為比死亡更為嚴重，因此自殺在道德上受到允許，甚至認為某些利他自殺值得頌揚。《論語．衛靈公篇》孔子說："志士仁人，無求生以害仁，有殺身以成仁。（大意是說：志士仁人不會因為貪生怕死而做出違背仁德的事，反而會為了護衛仁德的標準而犧牲性命。）"  孟子在《孟子·告子上》說：
 魚，我所欲也，熊掌，亦我所欲也；二者不可得兼，舍魚而取熊掌者也。生亦我所欲也，義亦我所欲也；二者不可得兼，舍生而取義者也。生亦我所欲，所欲有甚於生者，故不為苟得也。死亦我所惡，所惡有甚於死者，故患有所不闢也。如使人之所欲莫甚於生，則凡可以得生者何不用也？使人之所惡莫甚於死者，則凡可以辟患者何不為也？由是則生而有不用也，由是則可以辟患而有不為也。是故所欲有甚於生者，所惡有甚於死者。非獨賢者有是心也，人皆有之，賢者能勿喪耳。。 
由於上述不能接受肢體因受刑而受殘（源於《孝經》：身體髮膚，受之父母，不敢毀傷，孝之始也。），因此首選的死法-如《漢書》所載的-選擇保留全屍的方式，譬如懸樑，或者絞刑。
中國古代著名的自殺事蹟包括伍子胥（以死諫來提醒吳王夫差，不可相信越國，詳見越王勾踐臥薪嘗膽復國的故事），和屈原（楚頃襄王不聽屈原苦勸，而與秦國媾和，屈原被驅離，而後秦軍在公元前278年攻破楚國首都郢都，屈原因此憂憤，投汨羅江，人們划船搶救，未果）這也是中國一年一度的端午節龍舟競賽的由來。

### 古代女性自殺
在明朝末年，女性自殺已成為一種普遍的做法，並在清朝初年達到高峰。導致這種女性自殺飆升的原因，是由很多不同的意識形態和社會環境所造成。像美國歷史學家珍妮特·西斯（Janet Theiss）就說，漢族婦女以自殺來保住貞操，而滿族則有妻子自殺以追隨丈夫而亡的習俗。
婦女失去貞操被視為是家族的恥辱，因此為維護貞操而自殺的行為被視為貞烈的行為。但是從歷史上看，中國人也認為自殺是不孝的舉動，因為身體髮膚受之父母，不敢毀傷的緣故。根據作者Liu Meng的說法，婦女保住貞操比苟且偷生更重要，因此認為自殺不應受到批評。
貞操備受重視，但喪偶的婦女，特別是那些沒生兒子的寡婦，很可能被其夫家逼去改嫁。學者指出，這些婦女被迫在因失去貞操而羞辱自己的家人，或自殺之間做出選擇。最終，這種意識形態思維到最後會讓有些婦女選擇自殺一途，成為節婦。清朝政府通過一項法律，允許寡婦繼承丈夫遺留的金錢和財產，讓他們得以為生，而守住貞操，這反導致夫家設法把守寡的兒媳婦改嫁，以便保住財富。

### 合法性
在中國，自殺的合法性尚未釐清。全國人民代表大會曾審議幾項讓醫生輔助自殺合法化的提議，但截至2011年，這些提議均被推翻。1992年，一名醫生為一名癌症末期病人注射毒劑致死，而被控以謀殺罪，最後被判無罪開釋。2011年5月，一名農民在協助一位朋友自殺後，以刑事過失罪而被判處兩年徒刑，但那個案子是農民在他朋友服毒之後，劑量尚不足以致死前，卻誤被農民活埋的緣故。
清朝透過制定法律來減少女性自殺。如果有人用淫穢言辭騷擾婦女，而導致這位婦女羞忿自殺，就等同發不遜之言的人犯下強姦罪。清朝也視自殺為非法，因此自殺的任何人都無法獲得任何獎勵或特別榮譽。然而朝廷認為婦女這樣做是為了維護自己的貞操時，通常會作例外處理。